# Алијанс франсез
Алијанс франсез je организација која има за циљ промовисање француског језика и француске културе.Алијанс франсез је мрежа од 30 удружења основаних у 11 региона у Француској. Такође је присутна у још 133 земље.

## Историја
- 1883 - Рођено је национално удружење за ширење француског језика и француске културе, нарочито филозофије просветитељства  у колонијама и иностранству под управом Пола Камбона и Пјера Фонсена.
- 1884 - Фердинанд Де Лесепс, Луи Пастер и Жил Верн се налазе међу члановима административног савета Алијанс франсез у Паризу. Прва европска Алијанс франсез  је отворена у Барселони, затим у Сенегалу, на острву Маурицијус и у Мексику.
- 1889 - Прва Алијанса у Индији а онда и у Аустралији.
- 1902 - Прва Алијанса у Монтреалу и стварање Федерације Алијанси франсез у Сједињеним Америчким Државама.
- 1904 - Алијанс франсез чини 150 комитета у Француској и 450 у иностранству.
- 1919  - Отварање Школе француског језика у улици Распај бр 101 у Паризу.
- 1940 - Архиве Алијанс франсез нацисти односе у Берлин.
- 1944 - Поновно отварање Алијанс франсез у Паризу после рата.
- 1956 - Основано је Позориште Алијанс франсез у булевару  Распај у Паризу.
- 2002 - Модернизација Алијанси се убрзава у целом свету.
- 2007 - Оснива се Фондација Алијанс франсез.
- 2020 - Фондација добија ново име : Фондација Алијанси франсез.
- 2021 - Француска алијанса слави 138 година постојања.[3]